# Credit Suisse
Credit Suisse Group é um banco suíço de investimento e provedor de outros serviços financeiros sediado em Zurique, Suíça. O actual Presidente do Conselho de Administração é Thomas Gottstein

## Historia
O Credit Suisse foi fundado por Alfred Escher em 5 de julho de 1856, com o nome alemão de Schweizerische Kreditanstalt (SKA) (português: Instituição de Crédito Suíço). Está dividido em três áreas: Investment Banking, Private Banking e Asset Management. Serviços compartilhados, que incluem funções como TI, marketing e jurídico, estão acoplados às três grandes áreas.
Em 1942, abriu sua primeira agência fora da Suíça, em Nova Iorque. Em 1988, ganhou o controle do The Boston Group, permanecendo por um bom tempo com o nome de Credit Suisse First Boston. Em 1993, o Credit Suisse Group comprou o Schweizerische Volksbank (Português: Banco Popular Suíço). 
No ano de 1996, os dois bancos de varejo se unificaram e mudou-se o nome para apenas Credit Suisse. 
Em 2000, adquiriu o The Investment Bank Donaldson, Lufkin & Jenrette (DLJ) e, com isso, um portfólio de comércio eletrônico, incluindo DLJ Direct, que foi vendido mais tarde para o Bank of Montreal. Em 2009, o Credit Suisse foi premiado como "Bank of the Year" pela International Financing Review.
Em março de 2016, o Credit Suisse anunciou um corte adicional de 800 milhões de francos suíços (USD 821 milhões) em custos, bem como planos de redução de seu banco de investimentos. Tudo isso era parte de um projeto de reestruturação voltado para a revitalização de seus resultados.
Em 2017, o banco criou o departamento Aconselhamento sobre Impacto e Finanças (IAF) para estimular investimentos socialmente responsáveis, no mais recente esforço de um grande banco para atender à crescente demanda pelos chamados investimentos de impacto.
Em 19 de março de 2023 foi anunciada a aquisição do Credit Suisse pelo também suíço e maior banco do país, o UBS, que deve levar a criação da terceira maior instituição bancária em gestão de recursos de terceiros de toda a Europa, negócio avaliado em US$ 3,25 bilhões.

## Credit Suisse no Brasil
Em 1998, o Banco de Investimentos Garantia S.A. foi adquirido pelo Credit Suisse First Boston – um dos líderes entre os bancos de investimentos, estabelecido no Brasil desde 1990, com foco em operações de Investment Banking – e passou a ser denominado Banco de Investimentos Credit Suisse First Boston Garantia S.A. (CSFB). Em 16 de janeiro de 2006, as operações globais do Credit Suisse foram unificadas sob uma mesma marca, e a razão social do CSFB passou a ser Banco de Investimentos Credit Suisse (Brasil) S.A. Em dezembro de 2008, o Credit Suisse foi classificado pela Fitch Ratings com os mais altos ratings obtidos por instituições financeiras no Brasil: Curto Prazo: F1+ (bra); Longo Prazo: AAA (bra) e Suporte: 2.
Em 2012, o banco anunciou uma reestruturação interna, indicando José Olympio Pereira para assumir o cargo de CEO da instituição no país, no lugar de Antonio Quintella.

## Cronograma
- 1856 – Fundação do Credit Suisse
- 1905 – Primeira Agência em (Basileia)
- 1940 – Primeira Agência fora da Suíça (Nova Iorque)
- 1978 – Início da parceria com o The First Boston Corporation
- 1988 – Detém o controle do The First Boston Corporation, no qual foi renomeado para CS First Boston
- 1989 – CS Holding se torna membro do CS
- 1990 – Aquisição do Bank Leu
- 1993 – Aquisição do Schweizerische Volksbank
- 1994 – Aliança estratégica com o Swiss Re
- 1995 – Aliança estratégica com o Winterthur Group
- 1996 – CS Holding se torna Credit Suisse Group; investment banking business renomeado para Credit Suisse First Boston (CSFB)
- 1997 – Fusão com o Winterthur Group
- 2000 – Aquisição do Donaldson, Lufkin & Jenrette (DLJ)
- 2001 – Patrocínio na equipe de F1 Sauber Petronas Formula One Team
- 2002 – Streamlining of the Group's organizational structure into two business units: Credit Suisse Financial Services and Credit Suisse First Boston
- 2004 – Focando na estrutura organizacional do grupo em 3 áreas de negócios: Credit Suisse, Credit Suisse First Boston and Winterthur
- 2006 – Credit Suisse inicia um reposicionamento de marca adotando o modelo "One Bank". Novamente reorganizado o Investment Bank do velho CSFB. A Afiliação com o The First Boston foi extinta
- 2008 – Credit Suisse suspende um de seus traders em conexão com overvaluation de ativos por $2.85 bilhões
- 2014 –  Private Banking Asset Management Investment Banking[7].